# Live at Roadburn
Live at Roadburn è un album dal vivo del gruppo musicale norvegese Ulver, pubblicato nel 2013 dalla Roadburn Records.

## Tracce
1. Bracelets of Fingers (The Pretty Things) – 4:49 (Dick Taylor, Phil May, Wally Walter)
2. In the Past (We the People) – 3:03 (Wayne Proctor)
3. Can You Travel in the Dark Alone? (Gandalf) – 5:00 (Peter Sando)
4. Soon There'll Be Thunder (Common People) – 2:27 (Denny, Jerrald Robinett)
5. Today (Jefferson Airplane) – 3:50 (Marty Balin, Paul Kantner)
6. Velvet Sunsets (Music Emporium) – 4:04 (William Cosby, Thom Wade)
7. Street Song (The 13th Floor Elevators) – 5:57 (Stacy Sutherland)
8. 66-5-4-3-2-1 (The Troggs) – 3:48 (Reg Presley)
9. I Had Too Much to Dream (Last Night) (The Electric Prunes) – 3:27 (Annette Tucker, Nancie Mantz)
10. Magic Hollow (The Beau Brummels) – 3:27 (Ron Elliott, Sal Valentino)
11. Impromptu Performance (Dedicated to Can) – 11:19

## Formazione

### Gruppo
- Kristoffer Rygg (Garm, Trickster G., G. Wolf, Fiery G. Maelstrom) – voce, programmatore
- Tore Ylwizaker – tastiere, programmatore
- Jørn H. Sværen – suoni
- Daniel O'Sullivan – chitarra, basso, tastiere